# Kocka (skupina)
Kocka je glasbena skupina, ki jo sestavljajo mladi rap glasbeniki iz obrobne vasice v bližini slovensko-avstrijske meje. V javnosti so se prvič pokazali, ko je Peternely posnel komad za prezgodaj preminulega prijatelja Nejca iz skupine Bepop. Veliko je k njihovi prepoznavnosti prispeval kranjski režiser Mitja Okorn, sicer bolj znan po filmu Tu pa tam. Kocka je leta 2005 izdala še drugi album. Skupina trenutno ne deluje, njeni člani pa se posvečajo solo projektom.

## Člani
- Anže Kolenc  - Sharks
- Klemen Dovžan - zep
- Klemen Petrnel - Peternelly
- Nejc Kofler - Koff
- Denis Porčič - Chorchyp
- Peter Krivic - Big Kay
- Emir Haskič (manager)

## Diskografija
- Gremo naprej (HHDK, 2005)
- Alea iacta est (White Nigga, 2004)